# Sarracenia minor
Sarracenia minor, nombre común planta carnívora encapuchada, es una planta carnívora del género Sarracenia. Como todos los Sarracenia, es nativa del nuevo mundo.

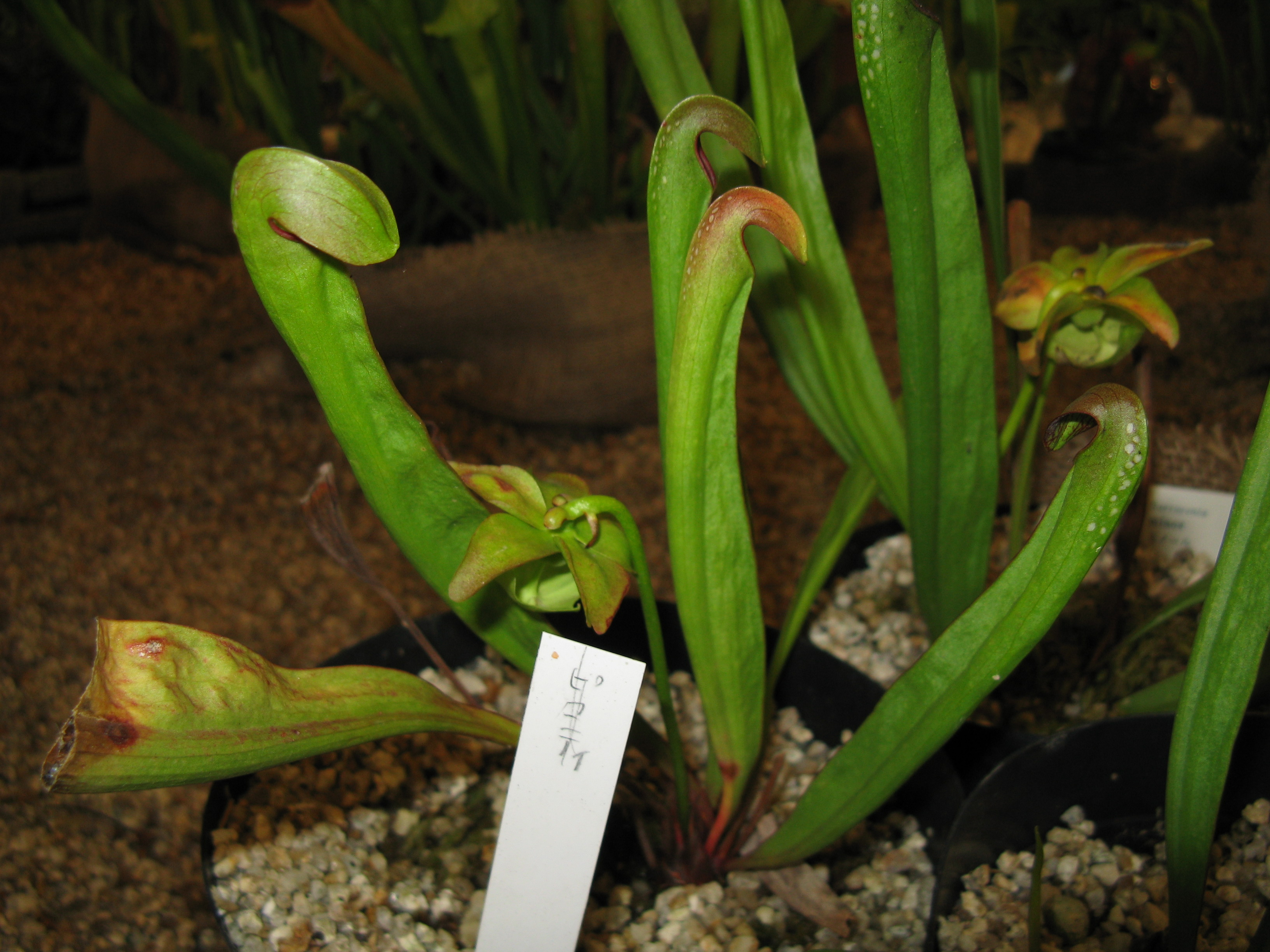
Vista de la planta

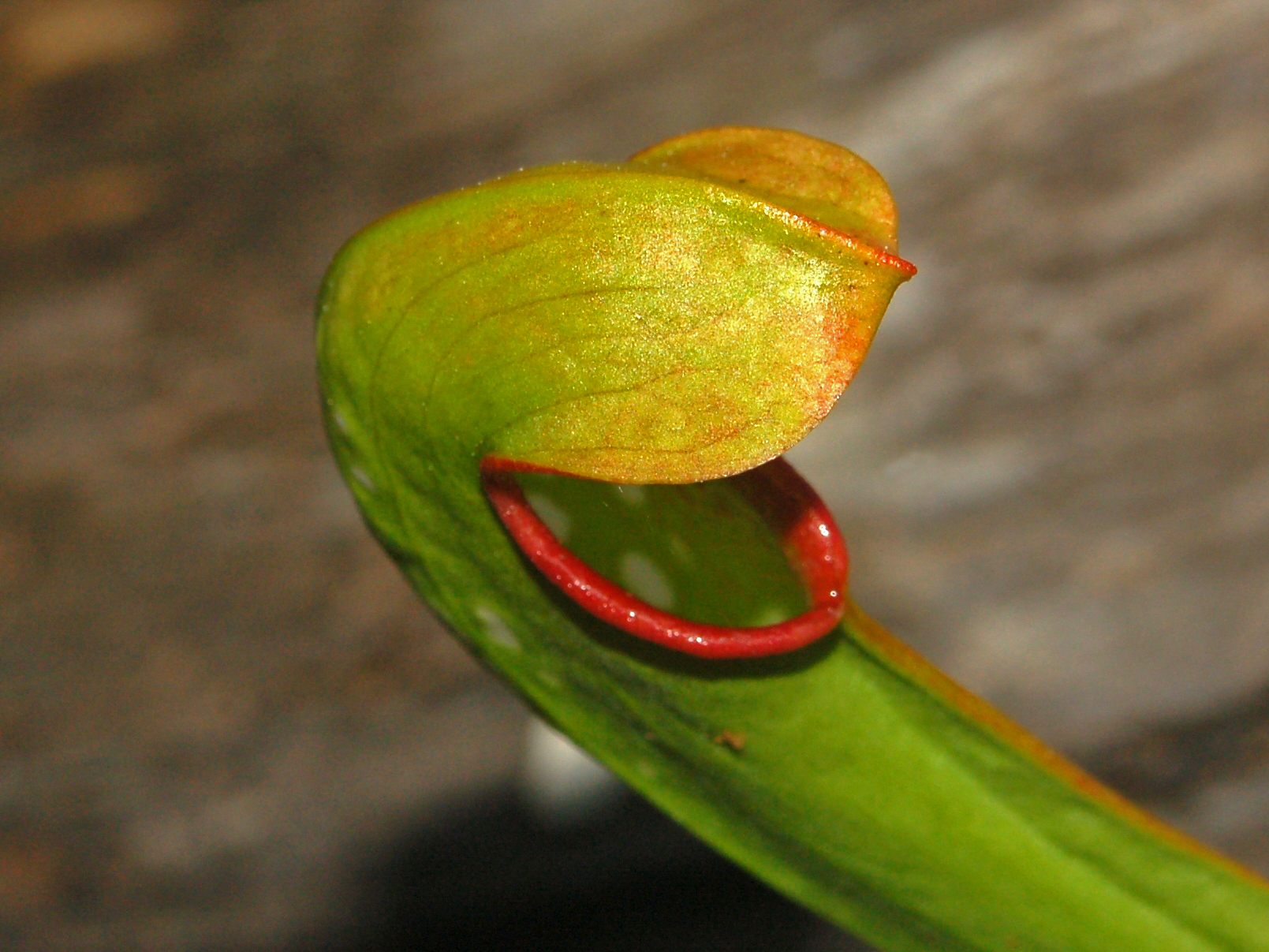
Detalle

## Descripción
Es una planta relativamente pequeña con hojas en forma de tubo de 25-35 cm de altura. Sarracenia psittacina junto a esta especie, son las únicas en el género en emplear hojas trampa abovedadas con manchas blancas translúcidas que permiten entrar la luz. Se ha sugerido que la luz brillante a través de estos parches atrae insectos voladores a los tubos de hojas en forma de jarra  de una manera similar a lo que ocurre en  Darlingtonia californica, Nepenthes Aristolochioides y N. klossii.
Los tubos son en su mayoría verdes, pero también pueden ser rojizos en la parte superior. Florece de marzo a mayo, y sus flores son color amarillo y carecen de aroma. Una cápsula puede producir más de cien semillas.
La base del tubo contiene agua y enzimas producidas por la planta que ayudan en el proceso de digerir sus presas. En la naturaleza Sarracenia minor tiene mucho éxito atrayendo hormigas, aunque también atrae y consume una gran variedad de insectos voladores.

## Distribución
La planta puede encontrarse en las regiones costeras del norte de Florida hasta la parte sur de Carolina del Norte. Una forma especialmente grande, crece en los pantanos de Okefenokee. La especie exhibe la gama más meridional de cualquier miembro de la ampliación de género Sarracenia en poblaciones ampliadas que rodean el Lago Okeechobee en el centro-sur Florida.

## Taxonomía
Sarracenia minor fue descrita por Thomas Walter y publicada en Flora Caroliniana, secundum . . . 153. 1788.
Etimología
Sarracenia: es el nombre genérico asignado por el médico francés Michel Sarrasin (Sarracenus) (1659-1734), un naturalista y coleccionista de plantas de Quebec, aunque una segunda fuente dice que deriva de otro médico francés llamado Jean Antoine Sarrasin (1547-1598), quien tradujo una obra de Dioscórides.
minor: epíteto latíno que significa "pequeño" y se refiere al tamaño típico de los tubos.
Taxas infraespecíficas
- Sarracenia minor var. multipetala Komiya ex Hinode-Kadan 1985 nom.nud.
- Sarracenia minor var. okefenokeensis Schnell 2002

Sinonimia
- Sarracenia aduncaSm. 1804
- ?Sarracenia galeataW.Bartram 1791 nom.nud.
- Sarracenia lacunosaW.Bartram 1794 [=S. leucophylla/S. minor]
- Sarracenia minorauct. non Walt.: Sweet 1832 [=S. rubra]
- Sarracenia variolaris
Michx. 1803